# Priscilla Hannah Peckover
Priscilla Hannah Peckover née le 27 octobre 1833 à Wisbech et morte le 8 septembre 1931 dans la même ville, est une quaker et pacifiste britannique.

## Biographie
Priscilla Hannah Peckover est la fille d'Algernon Peckover, banquier et de Priscilla Peckover. Sa famille est de spiritualité quaker, et son frère, Alexander Peckover, lui aussi banquier et philanthrope et le premier quaker britannique anobli. Elle a fondé l'Association pacifiste de Wisbech, qui a compté jusque 6 000 membres. Elle était active au niveau national avec la London Peace Society et a travaillé avec des organisations pacifistes dans plusieurs autres pays. Elle a financé et édité la revue Peace and Goodwill: a Sequel to the Olive Leaf pendant près de cinquante ans et a financé la publication d'une version en esperanto de la Bible. Elle a été nommée à quatre reprises pour le Prix Nobel de la Paix.